# Sound of the Underground (album)
Sound Of The Underground este primul album de studio al grupului britanic Girls Aloud. A fost lansat de casa de discuri Polydor Records pe data de 26 mai 2003 în Marea Britanie, având o relansare pe 1 decembrie.

## Track listing

### Versiunea Originală: Polydor / 9865315 (UK)
| #   | Titlul                       | Durata |
| --- | ---------------------------- | ------ |
| 1.  | "Sound Of The Underground"   | 3:41   |
| 2.  | "No Good Advice"             | 3:48   |
| 3.  | "Some Kind Of Miracle"       | 3:09   |
| 4.  | "All I Need (All I Don't)"   | 3:38   |
| 5.  | "Life Got Cold"              | 3:57   |
| 6.  | "Mars Attack"                | 3:28   |
| 7.  | "Stop"                       | 3:35   |
| 8.  | "Girls Allowed"              | 3:26   |
| 9.  | "Forever and a Night"        | 3:17   |
| 10. | "Love/Hate"                  | 4:40   |
| 11. | "Boogie Down Love"           | 4:05   |
| 12. | "Don't Want You Back"        | 3:19   |
| 13. | "White Lies"                 | 4:01   |
| 14. | "Love Bomb"                  | 2:55   |
| 15. | "Everything You Ever Wanted" | 2:53   |

### Relansarea: Polydor / 9865961 (UK)
| #   | Titlul                     | Durata |
| --- | -------------------------- | ------ |
| 1.  | "Sound of the Underground" | 3:41   |
| 2.  | "No Good Advice"           | 3:48   |
| 3.  | "Life Got Cold"            | 3:57   |
| 4.  | "Jump"                     | 3:39   |
| 5.  | "Some Kind Of Miracle"     | 3:19   |
| 6.  | "All I Need (All I Don't)" | 3:38   |
| 7.  | "Mars Attack"              | 3:28   |
| 8.  | "You Freak Me Out"         | 3:05   |
| 9.  | "Girls Allowed"            | 3:26   |
| 10. | "Forever and a Night"      | 3:17   |
| 11. | "Love/Hate"                | 4:40   |
| 12. | "Boogie Down Love"         | 4:05   |
| 13. | "Stop"                     | 3:35   |
| 14. | "White Lies"               | 4:01   |
| 15. | "Girls on Film"            | 3:42   |

## Piese Lansate

### Sound Of The Underground
Single-ul a debutat pe locul #1 în clasamentul din Marea Britanie, având vânzări de peste 210,000 de unități în prima săptămână [1]. În a doua săptămână single-ul a vândut 128,000 de copii și și-a păstrat poziția de no.1. În a treia săptămână a vândut peste 56,000 de copii, rămânând pe prima poziție. În a parta săptămână a rămas pe locul #1, vânzările scăzând la doar 33,471. În a cincea săptămână single-ul a coborât de pe prima poziție, ajungând pe #3. Sound Of The Underground a rezistat șapte săptămâni în top 10 în UK, performanță egalată doar de Call The Shots, cel mai de succes single după cel de debut. În Irlanda single-ul a debutat pe locul #2, ajungând pe prima poziție doar în a patra săptămână, unde a mai rămas încă două săptămâni. La stațiile de radio din Marea Britanie, Sound Of The Underground a fost cel mai de succes single semnat Girls Aloud, ajungând până pe locul #3. Acum cel mai de succes single la radiouri este Call The Shots care a devenit primul no.1 Girls Aloud în clasamentul de difuzări. În România a ajuns doar până pe locul #10, dar este cel mai de succes, fiind singura piesă de top 10 și una din cele trei de top 40, pe lângă I Think We're Alone Now (#34) și Call The Shots (#38).

### No Good Advice
"No Good Advice" a debutat pe locul #2 în Marea Britanie, având vânzări de peste 42,000 de unități, în prima săptămână. În Irlanda a debutat pe locul #2, fără a urca mai sus. În clasamentul de difuzări din UK single-ul a ajuns doar pe locul #13. Vânzările single-ului a fost de peste 120,000 de unități, de cinci ori mai puțin decât single-ul de debut. În România a ajuns doar până pe locul #97.

### Life Got Cold
"Life Got Cold" a debutat pe locul #3 în UK Singles Chart (clasamentul oficial din Marea Britanie), cu vânzări de peste 30,000 de unități în prima săptămână. În Irlanda single-ul a debutat pe locul #3, reușind să urce până pe locul #2, al treilea single de top 3 consecutiv. În România piesa a ajuns doar până pe locul #78, totuși s-a descurcat mai bine decât No Good Advice, care a ajuns doar până pe locul #97. Single-ul a vândut peste 83,000 de copii în total.

### Jump
Single-ul a debutat pe cloul #2 în Marea Britanie, având vânări de peste 58,000 în prima săptămână. Single-ul s-a vândut în aproape 200,000 de unități în Marea Britanie. Al patrulea single trebuia să fie "Some Kind Of Miracle" dar acesta a fost ales ca single în final.

## Clasamente și Certificate
| Clasamente (2003)        | Poziția maximă | Certificat |
| ------------------------ | -------------- | ---------- |
| UK Albums Chart          | 2              | Platină    |
| Irish Albums Chart       | 6              |            |
| Netherlands Albums Chart | 53             |            |
| United World Chart       | 97             |            |